# Oddantonio Ier de Montefeltro

Blason de la famille Montefeltro.

Oddantonio I de Montefeltro est un personnage ancestral imaginaire pour la famille italienne Montefeltro.

## Histoire
Aucun document ne cite Oddantonio, hormis les généalogies de Guidantonio da Montefeltro (1378-1443) et de son fils Oddantonio II de Montefeltro (1428-1444), quatre cents ans après son existence supposée. L'intention des auteurs de ces généalogies est claire : vanter la figure de leurs seigneurs en créant le mythe d'un ancêtre du même nom qui fut le fondateur du lignage.
Il semble clair que le nom Oddantonio n'est pas celui d'une personne réelle : il associerait les noms d'Oddone Colonna, pape sous le nom de Martin V (1369-1431), et d'Antonio II da Montefeltro, oncle maternel et grand-père paternel d'Oddantonio II (1348-1404).

## Source de traduction
- (it) Cet article est partiellement ou en totalité issu de l’article de Wikipédia en italien intitulé « Oddantonio I da Montefeltro » (voir la liste des auteurs).